# أذربيجان في الحرب العالمية الثانية
شاركت أذربيجان في الحرب العالمية الثانية، وقد كان لها بعض الدور في سير الحرب وذلك بفضل توفرها على موارد طبيعية غنية وموقع الجغرافي مواتي جعل لها مكانة هامة في الخطط الاستراتيجية. اعتزمت ألمانيا نقل نفط العاصمة باكو إلى الشرق مرورا بالخليج الفارسي والمحيط الهندي، حيث أعدت خريطة للأهمية الصناعية والعسكرية لباكو على أساس ما كان يرغب فيه الزعيم النازي هتلر، وقد أظهرت خطة «إديلويس» للهجوم على القوقاز التوقيت الدقيق لاحتلال مدينة باكو.

## تاريخ
في 22 يونيو 1941، أرسلت ألمانيا النازية بقيادة هتلر الفرقة رقم 190 غير المرخص لها، هذه الفرقة كانت مجهزة بعتاد حربي وبالعديد من المعدات العسكرية والطائرات وكانت تهدف إلى الهجوم على الاتحاد السوفييتي وبشكل خاص تدمير وخلع الجيش الأحمر من الحدود الغربية.
خلال الحرب والهجوم جاء ممثلو جميع الدول التي تعيش في الاتحاد السوفييتي للدفاع عن الوطن، حيث رفعوا شعارات قومية أبرزها كل شيء للجبهة، كل شيء من أجل النصر! ثم حاولوا دعوة الجميع إلى التعبئة والاستعداد ونتيجة لذلك فقد تم تعبئة 600000 شخص من جبهة أذربيجان.
لقد تسببت الحرب الوطنية العظمى بين الاتحاد السوفيتي وألمانيا النازية في إذلال وإهانة عشرات الرؤساء والزعماء، وقد أدت المعارك الرهيبة على الجانبين إلى تدمير المدن والقرى والبلدات والجسور مما أدى إلى وقوع خسائر كبيرة في الأرواح. يقول المؤرخون أنه عندما بدأت ألمانيا النازية حربًا ضد الاتحاد السوفييتي ونظرًا لأن القوقاز كان جسراً إلى الشمال فقد كان الهدف في المقام الأول الاستيلاء على القوقاز ومن ثم والاستيلاء على نفط غروزني وباكو؛ ولذلك فقد فكر النازيون في ضرب السوفيات من خلال السيطرة على القوقاز.
على المدى القصير تم نقل مجموعة من سكان أذربيجان إلى كل من كازاخستان وسيبيريا وذلك بعد التأكد من وصول النازيين إلى الشيشان وجمهورية كاباردينو ذاتية الحكم ومنطقة كاراشاي-شركيسا وبعض المناطق الأخرى. في الحقيقة كان شعب داغستان يكره ألمانيا النازية نتيجة الدعاية السياسية والحملات التي قام بها عزيز علييف والتي قاد من خلالها داغستان في تلك السنوات الصعبة. زاد عدد المتطوعين الذين ذهبوا للحرب فقررت موسكو نقل السكان الأذربيجانيين إلى آسيا الوسطى من أجل الحفاظ على حياتهم واستعمالهم عند الضرورة.
في 22 فبراير 1942 وبأمر من القيادة العليا للاتحاد السوفياتي تم إنشاء الفرقة الأذربيجانية رقم 416 والتي تخصصت في الاشتباكات النارية. جاء مير جعفر باغيروف إلى شمال القوقاز والتقى بجنود الفرقة الوطنية الأذربيجانية رقم 316 التي كانت تُحارب هي الأخرى على مستوى جبهة الحرب؛ عانت هذه الفرقة كثيرا حيث قُتل الكثير من أفرادها بسبب سوء التدريب وبسبب عدة القيادة. في ظل هذه الظروف تم استبدال القادة الروس بضباط أذربيجانيين وزاد عدد الجنود والضباط الأذر.
في فبراير 1942 تم إنشاء أقسام منفصلة من الفرقة 416 وذلك لضمان الاشتباكات في مناطق مختلفة. تم تعبئة قسم للاشتباك مع النازيين في شمكير وقسم آخر حمل الرقم 223 لضمان مقاطعة غوبا. في وقت لاحق؛ تم إدراج الفرقة في الجيش الـ 44 وأرسل إلى شمال القوقاز وبالتحديد منطقة خاسافيورد.

## المحاربون الأذربيجانيون
خلال الحرب تم إرسال حوالي 600 ألف مقاتل من أذربيجان إلى الجبهة، 40 ألف منهم عبارة عن متطوع لا غير. على مستوى جبهة الحرب كان هناك فرق أذربيجانية متعددة لعل أبرزها الفرقة 77، 223، 271، 402 ثم 416 المكونة من الشعب الأذربيجاني.
بعد نهاية الحرب حصل 121 محارب أذري على وسام بطل الاتحاد السوفياتي ثم حصل 34 آخرون على الدرجات الثلاث لوسام «المجد». تم تكريم بعض المحاربين والمقاتلين من قبيل هازى أصلانوف حسينبالا علييف، إسرافيل محمدوف، غفور محمدوف، بالوغلان عباسوف وآخرين؛ حيث مُنح 20 شخصا بمن فيهم ضياء بونيادوف وسام البطل الفخري للاتحاد السوفييتي «لشجاعتهم» في تحرير كل من بولندا وتشيكوسلوفاكيا من النازيين.
شارك الشعب الأذري بنشاط في حركة الثوار والمقاومة ضد الفاشية، حيث قاتلوا في كل من فرنسا، القرم، أوكرانيا، بيلاروسيا، شمال القوقاز، دول البلطيق، بولندا، تشيكوسلوفاكيا، المجر، يوغسلافيا وإيطاليا. بشكل عام فقد شارك أكثر من ثلاثة آلاف أذربيجاني في دول أوروبا الغربية ولا سيما في حركة المقاومة الفرنسية التي ضمت وشملت أحمد جبريلوف المعروف باسم «ميشيل ميشيل». هذا وتجدر الإشارة إلى أنه في الفترة ما بين 1941 و1945 قُتل أو فُقد أكثر من 300,000 من أصل 600,000 أذربيجاني أُرسلوا إلى الخطوط الأمامية.

## دور أذربيجان
خلال سنوات الحرب تم تكييف كل اقتصاد أذربيجان مع متطلبات الحرب، فقامت جميع قطاعات الصناعة بالتخلي عما كانت تقوم بصناعته وتوجهت لصنع الأسلحة والعتاد العسكري، في ذلك الوقت أعطت العاصمة باكو ما بين 70 حتى 75% من النفط لاتحاد الجمهوريات الاشتراكية السوفياتية وما بين 85 حتى 90% من البنزين.
من 1941 إلى 1945 تم إرسال 75 مليون طن من النفط و22 مليون طن من البنزين من باكو إلى جبهات الحرب، وبشكل عام تم تصنيع أكثر من 130 قطعة سلاح في باكو، بما في ذلك مضرب الكاتيوشا ومدفع رشاش سباجين والطائرة المقاتلة ياك-3. خلال الحرب أيضا قدمت أذربيجان حوالي 500,000 طن من القطن وغيرها من المواد الخام. ما بين 1941 و1943 حصل صندوق الدفاع على 15 كيلوغراما من الذهب و952 كيلوغراما من الفضة و311 مليون ماناط و1.6 مليون قطعة من مختلف المواد بالإضافة إلى 125 عربة.
استخدم علماء أذربيجان أيضا معارفهم ومهاراتهم للتغلب على الفاشية والنازية، حيث أنتج علماء الكيمياء بما في ذلك الأكاديمي يوسف مامدالييف 38 نوعًا من زيوت التشحيم و9 أنواع من البنزين و8 أنواع من وقود الديزل أثناء الحرب. وعلى الرغم من كل هذا تبقى المشاركة الأذربيجانية في الحرب العالمية الثانية ضعيفة في ظل مشاركات أقوى لدول أخرى.

## معلومات عامة
من بين 3.4 مليون نسمة (إحصاء عام 1941) تم إرسال 681,000 إلى جبهة الحرب (أكثر من 10000 امرأة). قُتل حوالي 250.000 جندي أذربيجاني. وفقا لبعض التقارير فقد تم القبض على 50,000 أذربيجاني خلال الحرب، ولم يتمكن معظم الأسرى من العودة إلى ديارهم في وقت لاحق.

## معرض صور

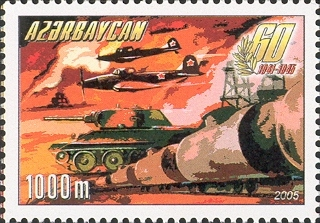
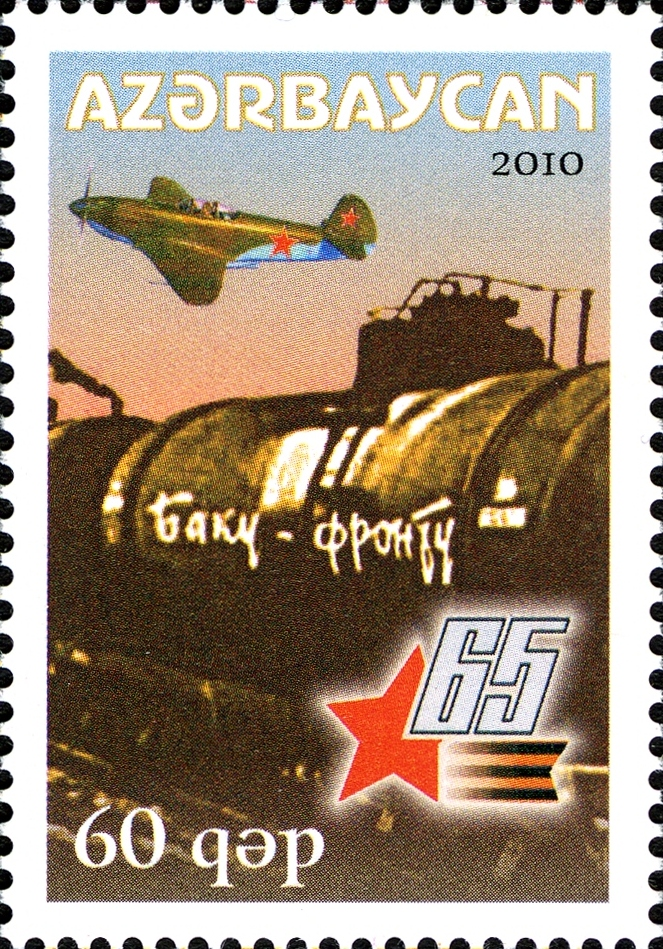
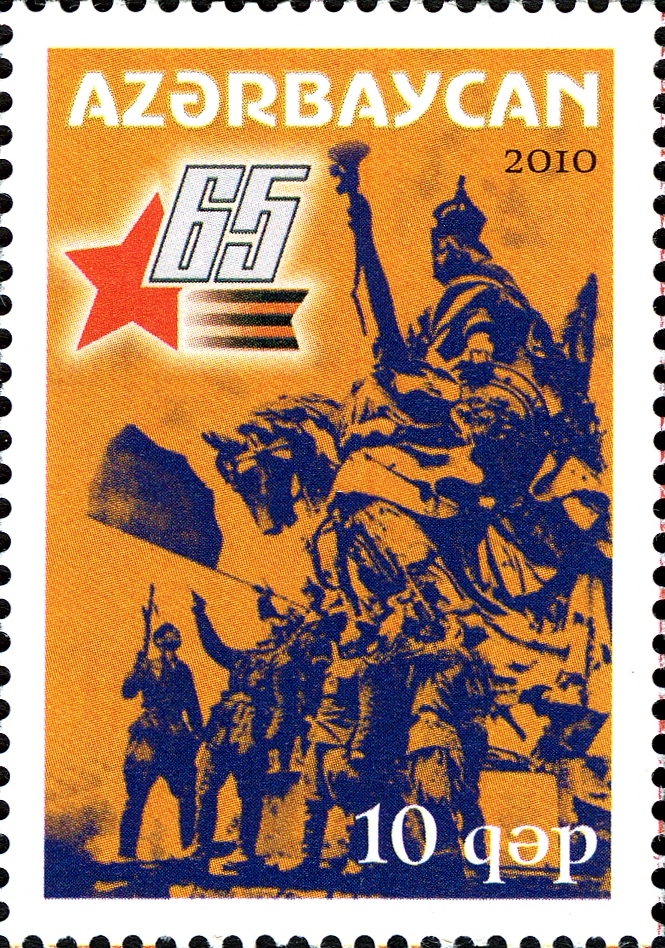
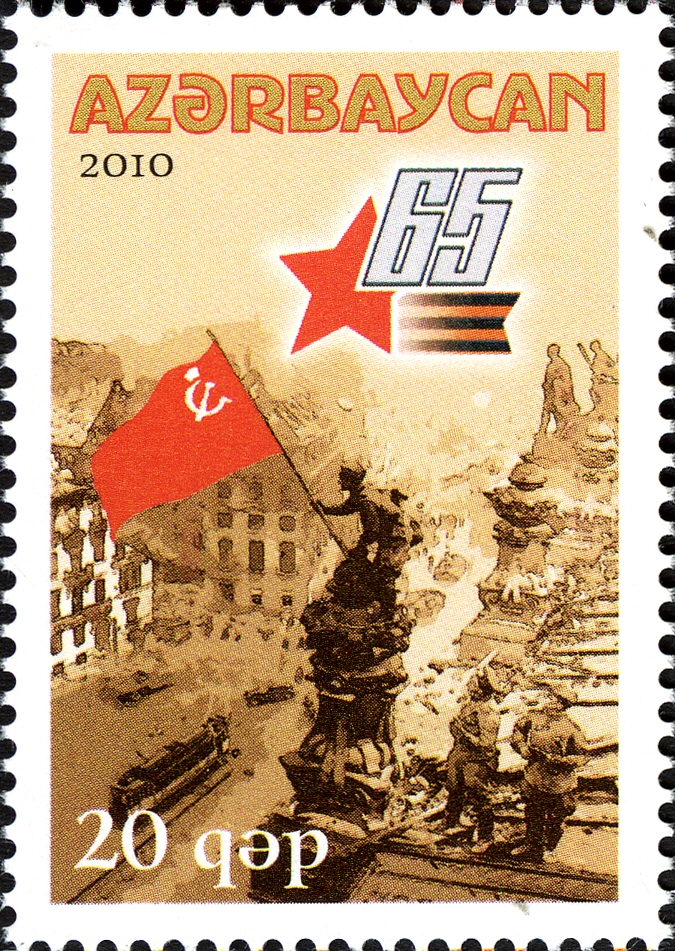